# Exetastes quarus
Exetastes quarus là một loài tò vò trong họ Ichneumonidae.